# Суэйн, Луиза
Луиза Суэйн (англ. Louisa Swain; 1801 — 25 января 1880) — первая женщина в США, проголосовавшая на всеобщих выборах 6 сентября 1870 года в Ларами, штат Вайоминг.

## Биография

Статуя Луизы Суэйн в Ларами.

Луиза Суэйн родилась в 1801 году. Её отец пропал без вести в море, вскоре её мать умерла, когда та вернулась в свой родной город Чарлстон. Осиротев в возрасте 10 лет, Луиза была помещена на попечение в детский дом там же. В 1814 году она и ещё одна девочка были отправлены в семью в качестве домашней прислуги на четыре года, после чего Луиза был переведена в другую. Она проработала в ней до 1820 года, затем переехала в Балтимор, где через год вышла замуж за Стивена Суэйна, который управлял фабрикой стульев. У них было четверо детей, и в 1830-х годах Стивен продал свой бизнес, и семья переехала сначала в Зейнсвилл, а затем в Ричмонд. В 1869 году Луиза переехала в Ларами вместе с семьёй, где жил её сын Альфред.
6 сентября 1870 года Луиза проходила мимо избирательного участка с ведром, чтобы купить дрожжи у торговца. Избирательный участок в тот момент ещё не открылся официально, но сотрудники избирательной комиссии попросили её войти и проголосовать. Местная газета описала её как «кроткую седовласую домохозяйку». Она оказалась первой женщиной, проголосовавшей на всеобщих выборах в США. Вскоре после этого Стивен и Луиза Суэйн покинули Ларами и вернулись в Мэриленд к своей дочери. Стивен умер 6 октября 1872 года в Мэриленде. Луиза умерла 25 января 1880 года в Лютервилле. Она была похоронена на кладбище «Friends Burial Ground» в Балтиморе.

## Наследие
Фонд Луизы Суэйн был основан в 2001 году (как Фонд Ларами) и посвящен сохранению наследия и истории Луизы, а также «просвещению в области демократии, прав человека и избирательного права». Фонд управляет домом «Wyoming House for Historic Women» (также известным как вайомингский женский исторический дом) в Ларами, в котором почитают тринадцать женщин, включая Луизу. Статуя в её честь была возведена перед музеем в 2005 году. Конгресс признал 6 сентября в 2008 году днём Луизы Суэйн.